# Ernst (Glockengießerfamilie)
Ernst ist der Name zweier Familien, die im (erweiterten) süddeutschen Raum jeweils in mehreren Generationen als Metall- und Glockengießer tätig waren. Die eine davon betrieb Metall- und Glockengießereien unter anderem in Lindau (Bodensee), Memmingen und Ulm, die andere im Raum München.

## Personen
Stammlisten abgeleitet aus NDB
Stammliste Familie 1

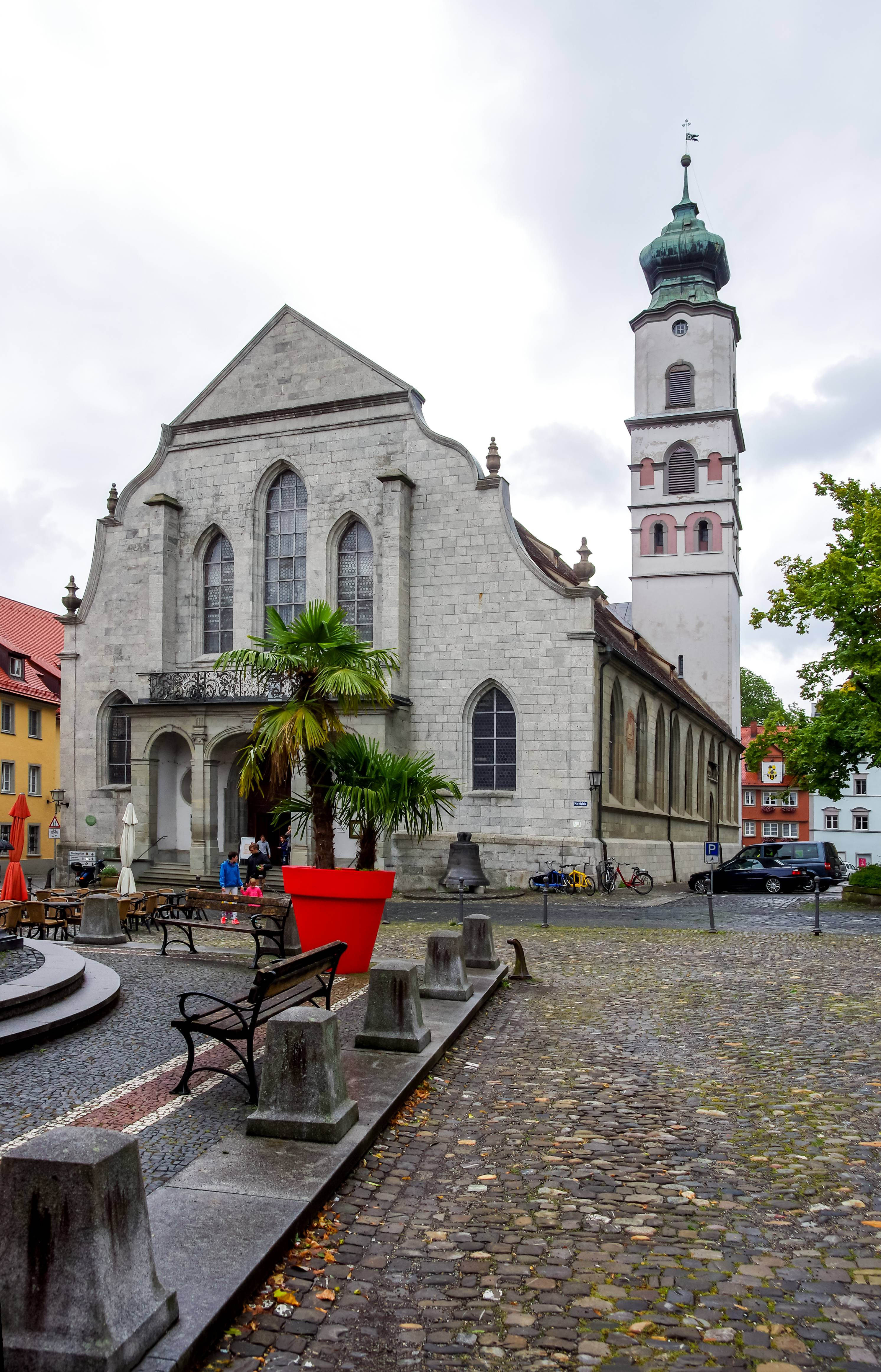
Die größte Glocke des Geläuts von St. Stephan in Lindau aus dem Jahre 1608 steht wegen eines Risses vor der Kirche.

1. Leonhard Ernst I (* 1561 ?) Rotschmied aus Nürnberg, seit 1586 in Lindau tätig, Begründer der Lindauer Gießhütte, Sein bedeutendstes erhaltenes Werk ist das Geläut der Lindauer Stephanskirche (die größte Glocke des vierstimmigen Lindauer Geläuts ist allerdings wegen eines dreimal erfolglos geschweißten Risses 1992 vom Turm genommen und 1993 durch einen klanglich passenden Neuguss von A. Bachert ersetzt worden. Die gesprungene Glocke steht vor der Kirche).[2]
  1. Johann Baptista Ernst I (* 1588) in Lindau tätig; bis 1628 auf Glocken nachweisbar; im Stil seines Vaters arbeitend
    1. Peter Ernst I (* 1627; † ca. 1700) in Lindau tätig; Mitarbeiter bei Theodosius Ernst I
      1. Johann Baptista Ernst III (* 1678), Stück- und Glockengießer in Lindau, zwischen 1704 und 1710 Gießergemeinschaft mit Andreas Aporta aus Feldkirch (ab 1707 Bregenz), auf Glocken u. a. in Isny und Tettnang von 1700 bis 1715 nachweisbar;
        1. Peter Ernst II (* 1701), Glockengießer und Ratsherr in Lindau, von 1721 bis 1762 auf Glocken im schwäbischen Oberland und Bayrisch Schwaben nachweisbar
          1. Johann Heinrich Ernst (* 1739; † nach 1781), von 1763 bis 1781 auf Glocken im schwäbischen Oberland und Bayrisch Schwaben nachweisbar (6. und letzte Generation)
          2. Johann Melchior Ernst (1702–1782), Stück- und Glockengießer, Ausbildung von Frankfurt am Main von 1717 bis 1721, übernahm 1724 die Memminger Gießhütte, zwischen 1733 und 1766 laut Geschäftsbüchern 218 Glocken im Berner Oberland und Bayrisch Schwaben
            1. Johann Georg Ernst (1741–1808), zwischen 1766 und 1808 laut Geschäftsbüchern 336 Glocken im Berner Oberland und Bayrisch Schwaben (letzter Glockengießer der Familie)

  2. Leonhard Ernst II (1593–1670); Gießhütte in Memmingen
    1. Johann Baptista Ernst II (* 1623; † nach 1691), Glockengießer in Kempten
    2. Sara Ernst (* 1626) ⚭ Otto Sartor aus Saarbrücken; führte sogenannten Knorpelstil auf den Memminger Glocken ein

  3. Hans Georg Ernst (* 1597); in Graubünden bis 1631 nachweisbar
  4. Theodosius Ernst I (* 1603); auf in Lindau gegossenen Glocken nachweisbar von 1638 bis 1673; schon 1632 in Graubünden tätig; übernahm Lindauer Gießhütte; führte Knorpelstil sowie weiterbenutzte Reliefs ein
    1. Leonhard Ernst III (1634–1686) Gießergemeinschaft mit Vetter Peter, ab 1684 Leiter der städtischen Gießhütte Ulm
      1. Theodosius Ernst II († 1726), Vetter von Johann Baptista III, übernahm 1886 die Ulmer Gießhütte vom Vater Leonard III, war führend in der Geschützgießerei und Sachverständiger für die Wasserversorgung, besondere Werke: Kronleuchter für das Ulmer Rathaus und Abtsgrabmal für Obermarchtal.
        1. Leonhard Ernst IV (* 1699), zunächst Mitarbeiter des Schwagers, ab 1735 Feuerwerker des schwäbischen Kreises und württemberger Geschützgießer
        2. NN (Tochter) ⚭ 1716 Gottlieb Korn (1692–1763) aus Leipzig
Korn wurde um 1718/20 in die Gießerei seines Schwiegervaters aufgenommen und übernahm 1726 die Ulmer Gießhütte; er goss das Geläut für Ludwigsburg.

Stammliste Familie 2
1. Bernhard Ernst (* ca. 1597; † nach 1681) aus Warth, Kreis Dingolfing,
⚭1 1625 Maria Frey, Witwe des Glockengießers Dionysius Frey aus München; ⚭2 1633 Maria Derfl
1625–1681 in München nachweisbar, Privileg des Bischofs von Freising 1625 für etwa das heutige Gebiet der Diözese München-Freising (1913 noch 213 Glocken aus den Jahren 1625–1670 nachweisbar); bedeutende Geschützproduktion.
  1. Johann Melchior Ernst (*  15.5.1639[3]; † 1680[4]), ⚭  28.4.1664[5] mit Maria Magdalena Mörz († 23.11.1708[6]), von 1670 bis 1679 in der Gießerei des Vaters tätig
 Die Gießerei ging 1682[7] über die Witwe Maria Magdalena in 2. Heirat (⚭  23.9.1680[8]) an den Glockengießer Paulus Kopp (* 7.9.1650 in Forchheim[9], † 10.1.1698[10]) aus Würzburg[11].
Maria Magdalena heiratete noch ein drittes Mal, diesmal den Glockengießer Johann Matthias Langenegger († 30.5.1735[12]) aus Schlackenwerth[13][14].
    1. Josef Ignaz Ernst (* 1664; † vor 1706), Stück- und Glockengießer, kaufte 1699 die Münchener Gießerei von Maria Magdalena verwitwete Kopp und heiratete sie.
      1. Anton Benedikt Ernst (nachweisbar seit 1717; † 1749), 1718 in die Gießerei seines Stiefgroßvaters Matthias Langenegger aufgenommen, mit dem er bis 1738[15] zusammenarbeitete.
2. Stephan Ernst, Stück- und Glockengießer

Weitere noch nicht zugeordnete Glockengießer namens Ernst
- Hans Ernst († vor 1493 in Stuttgart; 1483–1491 nachweisbar), Glockengießer aus Heimsheim bei Leonberg (Württemberg), Bürger in Stuttgart, ist durch zwei berühmte Glocken (1490) bekannt, die 2,12 m große Salveglocke der Münchner Frauenkirche, die er in Regensburg im Auftrag Albrechts IV. goss und die Hosannaglocke in der Abtei Weingarten; zwischen 1483 und 1489 auch als Büchsengießer des Grafen Eberhard dokumentiert.

## Werke

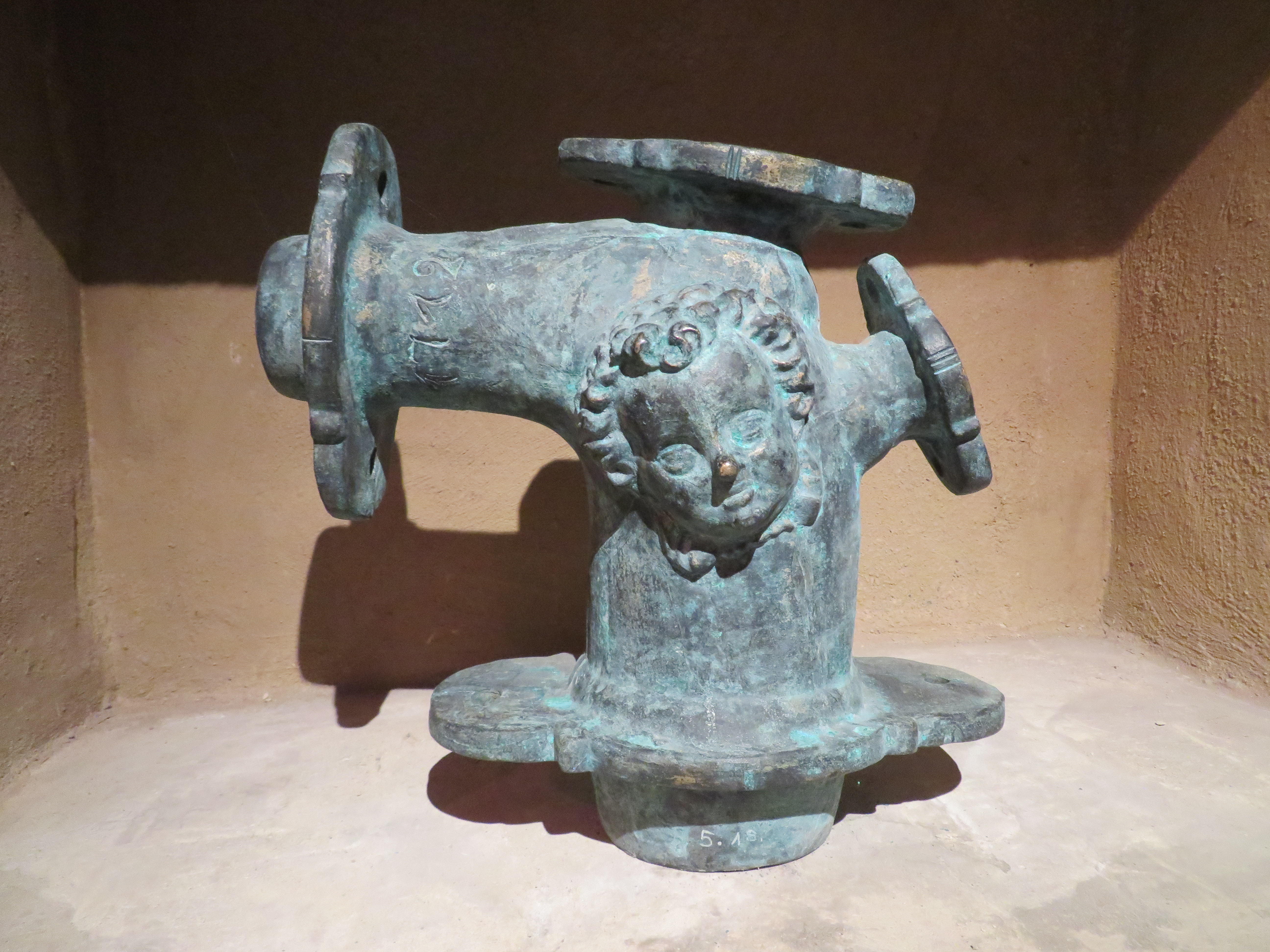
Mit einem Engelskopf verziertes Verteilerstück des alten Ulmer Wasserleitungssystems, im Jahr 1712 von Theodosius Ernst dem Jüngeren aus Bronze gegossen

Eine Glocke im Feldkircher Katzenturm, der Rochus, wurde 1665 vom älteren Theodosius Ernst hergestellt, der damals offenbar noch in Lindau ansässig war. Die 7000 Gulden teure und 113 Zentner schwere Glocke wurde nach wenigen Jahren umgegossen, nachdem sie einen Riss bekommen hatte. Als haltbarer erwies sich die Madonna im Strahlenkranz auf dem Dach der Kirche Mariä Himmelfahrt in Söflingen. Sie wurde um 1690 gegossen. 1702 wurde in Theodosius Ernsts Werkstatt eine Glocke für eine Kirche in Reisensburg gegossen, die im Ersten Weltkrieg eingeschmolzen wurde.
Die Ulrichskirche in Süßen besitzt noch ein vollständiges barockes Geläute von drei Glocken aus der Ernstschen Werkstatt. Sie wurden z. T. aus dem Material der beim Stadtbrand 1707 zerstörten alten Glocken gegossen und nahmen 1708 ihren Dienst auf. Die Betglocke trägt das Relief einer Kreuzigungsgruppe, die Kreuzglocke zeigt Christus am Ölberg und die Taufglocke Johannes den Täufer. 1942 wurden die Bet- und die Kreuzglocke abgenommen und sollten umgeschmolzen werden. Sie konnten jedoch nach dem Krieg im Glockenlager in Lünen aufgespürt und an ihren alten Platz zurückgebracht werden.
Theodosius Ernst der Jüngere, befasste sich auch mit Wasserbau. Er schuf die heute noch vorhandene Förderanlage von Güterstein. Das Hauptstaatsarchiv Stuttgart bewahrt mehrere Entwürfe für die Wasserspiele in Ludwigsburg von seiner Hand aus dem Jahr 1724 auf.
Sein Sohn hieß ebenfalls Theodosius. Seine Tochter heiratete Gottlieb Korn.